# Cinéma direct
 (avril 2019).
 (juin 2020).
Pour les articles homonymes, voir Cinéma-vérité.
Le cinéma direct est une typologie du cinéma documentaire qui a vu le jour en Amérique du Nord, au Québec et aux États-Unis, entre 1958 et 1962. Le cinéma direct a été appelé cinéma-vérité entre 1960 et 1963 en France, sous l'influence du cinéma vérité soviétique, avant d'être rebaptisé cinéma direct. Dans son acception initiale, il se caractérise par un désir de capter directement le réel et d’en transmettre la vérité. Il sera au cinéma, de façon plus durable, une manière de se poser le problème du réel, voire de tenter d'y agir par le cinéma en discutant au sein du film de la capacité du medium à saisir ou à provoquer l'émergence de la « vérité » intime des personnes filmées.

## Origines
Divers aspects technologiques, idéologiques et sociaux doivent être développés afin de cerner ce mouvement dans l'histoire du cinéma. Voici les principaux jalons historiques nécessaires à sa compréhension. 

### Caméras légères
Les caméras portatives et légères, permettant d'être filmées à l'épaule, sont une caractéristique du cinéma direct. Les premières caméras du genre furent probablement des caméras allemandes destinées aux reportages ethnographiques. On attribue généralement à la société allemande Arriflex l'invention de ces premières petites caméras, perfectionnées aux fins de surveillance aérienne pendant la guerre. Mais l'existence de ces caméras, qui permet à une nouvelle forme de documentaire de voir le jour, n'amènera toutefois pas à la création du cinéma direct.

### Le son avant les années 1960
Le son au cinéma avant l'arrivée du magnétophone Nagra était fait sur des appareils qui étaient soit encombrants, soit peu fiables, tant aux niveaux de la vitesse de défilement que de la qualité. Entre 1950 et 1960 de nombreux appareils tenteront de résoudre ce problème. À l'ONF, on développera par exemple le système Sprocketape qui ne s'imposera toutefois pas.
Dans le meilleur des cas, ce sont donc des sons saisis a posteriori sur les mêmes lieux et recalés au montage qui faisaient office de bande sonore documentaire, une bande son par ailleurs souvent construite comme celle du cinéma de fiction, à partir de sons d'ambiance, de sons d'archives, d'effets sonores, de musique, de voix post-synchronisées, de commentaires hors-champ (voice over). Vraisemblable rime alors avec vérité.
Dans d'autres cas encore, le sujet « documentaire » est filmé en studio. Si la prise de son est alors directe, la nature documentaire de la captation faite reste très discutable. On reconstruit donc, par exemple, l'étable au sein du studio, sous les éclairages puissants. On trouve à proximité le caisson insonorisé de l'ingénieur du son, qui dirige le travail du perchiste, comme sur un plateau de fiction lors des tournages en studio, ou comme aujourd'hui, encore parfois, à la télévision. C'est cette situation de travail qui est réputée avoir provoqué une prise de conscience chez le jeune technicien à l'image Michel Brault, œuvrant alors à l'ONF.
Du point de vue technique, l’apparition de la caméra portable 16 mm Éclair-Coutant, à la fin des années 1950, et son perfectionnement dans les années suivantes, est une démarche importante pour l’avenir du cinéma direct. Synchronisée avec le Nagra, l’Eclair-Coutant permet de rapporter des prises de vues au plus  près de la réalité de l'événement. Jean Rouch l’utilisera souvent.

## Avènement du cinéma direct
L'émergence du direct est désormais possible grâce à l'utilisation de nouvelles technologies telles que le Nagra et les caméras légères. Mais qu'en est-il des conditions sociales, qu'en est-il au niveau du développement des idées ?  Là aussi le terrain est prêt, et c'est d'ailleurs plus à ce niveau que la révolution qu'amène le direct est grande.
Le direct naît d'un désir de dire et d'agir dans le monde, sans médiation, tout en ayant une conscience aiguë de la fragilité de cette position et de la facilité avec laquelle une caméra peut produire des distorsions, des mensonges, des manipulations. Ainsi la nouveauté attribuable au direct se trouve autant dans les conditions matérielles de production, que dans une volonté éthique de regard documentaire sincère qui, en allant au contact des choses pour en tirer les représentations (filmiques) cherche à échapper aux discours préalables, au regard idéologique. Cela se fera dans deux sociétés américaines en pleine mutation, faisant tache d'huile plus au sud.

### Office national du film du Canada et la province de Québec
Le cinéma direct, à proprement parler, naît à Montréal (province de Québec), au siège social de l'ONF, au sein du « studio français », et ce, en plein synchronisme historique de ce qu'on appellera la « révolution tranquille ». Cette période d'émancipation culturelle et économique peut se comprendre succinctement par la convergence de trois phénomènes : le courant de décolonisation mondial, le développement de l'État-providence accompagné d'une laïcisation institutionnelle, ensemble rendu possible par la croissance économique des Trente Glorieuses et par le baby boom québécois.
Le résultat de ces trois mouvements qui chamboulent complètement la société québécoise est une myriade de points de vue contradictoires dont rend compte l'article sur Les Raquetteurs de Michel Brault (1958). La contribution du cinéma québécois au direct est probablement la plus importante contribution faite au cinéma mondial par cette cinématographie nationale.
Celui qui a lancé le cinéma direct à l'ONF est Pierre Perrault. Le cinéaste québécois voit dans le médium du cinéma un moyen de conserver une mémoire. Ainsi, dans son film documentaire, Pour la suite du monde, Perreault réintroduit une pêche traditionnelle autochtone qui avait complètement disparu depuis son interdiction en 1920. Ce film d'anthologie met en avant le quotidien et les imprévus qu'il comporte démontrant une volonté d'affirmation et de conservation de traditions.
Au début des années 1960, des amitiés importantes se lient entre des réalisateurs québécois et français. Claude Jutra qui séjourne en France sera proche de François Truffaut. Pour sa part, Gilles Groulx entretient un lien avec Jean-Luc Godard.

### États-Unis
De leur côté les cinéastes américains, comme Don Alan Pennebaker, Richard Leacock ou Frederick Wiseman, font partie du vaste courant de remise en question sociale de la génération de l'après-guerre aux États-Unis, alors que les mouvements civiques et sociaux font des États-Unis un empire en profonde remise en question. Là aussi le regard posé sur le réel est complexe, à la fois patriote et révolutionnaire, engagé et perplexe.

### Amérique latine
Le courant direct aura aussi une importance bien réelle en Amérique latine où il sera le plus clairement associé au mouvement de décolonisation et à l'activisme politique, dont Fernando E. Solanas (La Hora de los hornos, 1968) est une figure emblématique.

### France
En France, le film Chronique d'un été réalisé par Jean Rouch et Edgar Morin, sorti en 1961, est le manifeste du cinéma-vérité qui veut surmonter l'opposition fondamentale entre le cinéma romanesque et le cinéma documentaire.
Trente ans après, Jean-Pierre Pagliano a interrogé au micro de France Culture Jean Rouch, Edgar Morin et tous les protagonistes de "Chronique d'un été" dans une série de vingt-cinq émissions quotidiennes qui prolongent les interrogations du film, évoquent la France de 1960 et font le point sur l'apport du cinéma-vérité, loin des controverses de l'époque qui l'a vu naître.(Première diffusion de ces émissions: du 29 juillet au 30 août 1991).

## Cinéma direct et cinéma-vérité
Le but du cinéma direct est de capter les moments du quotidien sur le vif, de rester le plus près possible de la réalité filmée. Il s'ensuit alors une série de truquage, de montage, mais surtout de mise en scène pour, bien souvent, provoquer des évènements susceptibles de produire des réactions spontanées. Les cinéastes essaient au maximum de laisser le hasard causer des scènes inédites.
L'utilisation du terme « cinéma-vérité », qui renvoie au film soviétique homonyme de Dziga Vertov, vient de la recherche du discours filmique du cinéaste. Il est alors également un reflet de sa propre personnalité. Se tourner vers le mot « vérité » vient placer le principe moral avant le principe technique quant à la recherche de la vérité. Quoi qu'il en soit, que l'on parle de cinéma direct ou de cinéma-vérité, la parole du sujet filmé est au cœur de cette production cinématographique.

## Le flou de l'après direct
C'est en réponse à ce fort regard critique posé sur les institutions et nos sociétés au cours des années 1960-70, regard auquel concourt fortement le documentaire, qu'une nouvelle sorte de discours institutionnel apparait dans les années 1980-90, héritier du marketing et des relations publiques : la rectitude politique.
Comme en réponse à cette nouvelle propagande, le cinéma fait l'invention du documenteur (faux documentaire, mockumentary, à ne pas confondre avec le docufiction qui entrelace des éléments fictionnels dans un cadre documentaire légitime). Proposition artistique exploitant les codes du documentaire, le documenteur s'avère invariablement une fiction souvent difficile à départager du documentaire. L'identité de chacun et de la vérité de toute chose y paraissent comme des créations fictives dans un monde de représentation informatique et médiatique. Le courant d'auto-fiction documentaire procède du même mouvement. Cette réflexion sur le médium cinéma semble remettre en cause la distinction même entre documentaire et fiction, traduisant tout autant le nouveau scepticisme des enfants de la télé que leur besoin de croire. Le film Opération Lune, produit par la chaîne culturelle ARTE, s'impose comme le cas type des documenteurs. Sa facture professionnelle, son argumentaire au vernis vraisemblable et des intervenants de marque (dont Henry Kissinger et Alexander Haig) qui se prêtent au jeu avec un sérieux tel que l'on croit que la mission spatiale Apollo 11 n'a jamais permis à l'Homme de marcher sur la Lune en 1969. Le film est pourtant un crescendo d'invraisemblances de plus en plus loufoques et de faussetés en tout genre, mais la stature internationale et la crédibilité usuelle des intervenants vise à effacer tout soupçon de fabrication auprès du spectateur. L'effet pervers du documenteur est qu'il participe, volontairement ou non, à la consolidation d'une intoxication médiatique s'il est perçu à son premier niveau d'énonciation narrative ou sans discernement. Opération Lune se retrouve ainsi à l'avant-plan de l'horizon sans fin des conspirations répandues exponentiellement dans Internet.

## Citations
- « Il y a deux façons de concevoir le cinéma du réel : la première est de prétendre donner à voir le réel ; la seconde est de se poser le problème du réel. De même, il y avait deux façons de concevoir le cinéma-vérité. La première était de prétendre apporter la vérité. La seconde était de se poser le problème de la vérité. » -- Edgar Morin
- « Le cinéma ne peut-il pas être un des moyens de briser cette membrane qui nous isole les uns des autres, dans le métro ou dans la rue, dans l’escalier de l’immeuble ? La recherche du nouveau cinéma-vérité est du même coup celle d’un cinéma de la fraternité[9]. » -- Edgar Morin

- « On ne voit plus le cinéma comme une aventure, comme une exposition de la vie, comme un moyen, encore tout nouveau, d'exploration de la pensée, comme une interrogation constante.  » "Propos sur la scénarisation " -- Gilles Groulx

- « Pour aller filmer les gens, pour aller parmi eux, avec eux, ils doivent savoir que nous sommes là, ils doivent accepter les conséquences de la présence de la caméra et ça nécessite l’utilisation d’un grand angulaire. La seule démarche légitime est celle qui sous-tend une sorte de contrat tacite entre les gens filmés et ceux qui filment, c’est-à-dire une acceptation mutuelle de la présence de l’autre. » -- Michel Brault

- « J’ai toujours dit que pour faire ce genre de cinéma, il faut pleurer d’un œil et de l’autre il faut penser à ce qui reste de pellicule dans le magasin. Une moitié du cerveau travaille sur l’émotion, et l’autre sur la technique, et en même temps. Or il y a nombre de réalisateurs qui se consacrent exclusivement au contenu. J’ai travaillé avec plusieurs réalisateurs qui « avaient une idée », mais n’avaient aucune « idée » comment la transformer en film. » -- Michel Brault

- « Un cinéaste est un journaliste : il doit informer et commenter. Ce qui compte, pour moi, dans un film, c'est la morale, c'est ce que l'auteur exprime. La technique n'a aucune valeur en soi. «L'histoire» aussi n'a pas de valeur, c'est le prétexte au film, c'est comme le modèle pour un peintre impressionniste. » La Crue, 15 septembre 1964 -- Gilles Groulx

- « Que chacun passe sa vie à s'occuper de sa vie, que chacun de nos films en soit un rappel. Un film, c'est la critique de la vie quotidienne. » Le Devoir, 20 décembre 1969 -- Gilles Groulx

- « «Il faut le dire, tout ce que nous avons fait en France dans le domaine du cinéma-vérité vient de l'ONF (Canada). C'est Brault qui a apporté une technique nouvelle de tournage que nous ne connaissions pas et que nous copions tous depuis. D'ailleurs, vraiment, on a la "brauchite", ça, c'est sûr ; même les gens qui considèrent que Brault est un emmerdeur ou qui étaient jaloux sont forcés de le reconnaître. » Jean Rouch, juin 1963 Cahiers du cinéma No.144.